# Anaglif képek
Az anaglif képek az úgynevezett sztereoszkopikus 3D-látvány megjelenítésére képesek, ha kétszínű lencsével rendelkező szemüveggel tekintik őket. Ez a két szín leggyakrabban a vörös és a ciánkék, de ennél jobb színhűséget biztosít a zöld–bíbor és a borostyán–kék. Az anaglif kép témája két nézőpont felhasználásával készül, melyeket két különböző színréteggel jelenítenek meg ugyanazon képtérben, így előállítva a mélységérzetet.
A kép alanyát jelentő tárgy jellemzően a képtér közepén helyezkedik el, míg az előtérhez és a háttérhez tartozó térelemek oldalirányban eltoltan jelennek meg. Hasonló hatást tapasztalunk a valóságban is, amikor egy távolabb található tárgyra fókuszálva a látóterünkbe emeljük kezünket, amelyet szintén kettőzve látunk, amíg a távolabbi tárgyra koncentrálunk.
A végeredmény tehát két különbözőképpen színezett képet tartalmaz, egyet-egyet mindkét szem számára. Színkódolt anaglif szemüvegen keresztül nézve a képek kettőssége megszűnik, mert az agy látóközpontja a színkitakarás hatására a két szembe érkező különböző nézőpontú képeket térbeliként érzékeli.
Az anaglif képek újbóli virágzása az interneten, Blu-ray disc HD-lemezeken, CD-ken, valamint nyomtatásban manapság gyakran közzétett sztereogramoknak köszönhető. Az olcsó papírkeretes vagy műanyagkeretes szemüvegeket pontosan beállított szűrőkkel szerelik fel. A jelenlegi szabvány a vörös és ciánkék színek kombinációja, ahol a vörös tónus a bal oldali csatorna. Az olcsó szűrők a fekete-fehér múltban gyökereznek, amikor ez az eljárás volt a kedvezőbb kényelmi és gazdasági okokból.
A mai számítógépes lejátszó programoknak (pl: Exmplayer) hála már lejátszhatóvá váltak az anaglifikus színpárok bármelyikén az eredetileg 3d-s kijelzőt és drága szemüveget igénylő fejlettebb és ténylegesen két egész képet alkalmazó ún. SBS(side-by-side) technológiával készült filmek. Ezeket nevezik még rövidítve MVC(Multiview Video Coding) filmeknek is. Ma már ez számít a legelterjedtebb formátumnak is gyakorlatilag minden filmet ezen formátumban tesznek a boltok polcaira.

## Felhasználás
Videojátékok, háromdimenziós alkalmazások, filmek és DVD tartalmak is bemutathatók az anaglif eljárás segítségével. Praktikus módszer olyan esetekben, amikor a mélység érzékeltetése fontos, mint például tudományos kutatásoknál vagy háromdimenziós modelleknél. Különböző kutatási projektjeiben a NASA is készített már ilyen eljárással képeket, például a Mars Rover felvételeinél.

## Fiziológiai hatások
Az anaglif képek által visszaadott háromdimenziós térélmény érzékelése kevésbé fárasztó, mint a "párhuzamos-nézés" vagy a "szemtengely-keresztezés" módszerével megtekinthető képeké. Ugyanakkor az említett módszerekkel nem jelentkezik az anaglif( de csak a piros/kék) technológiára jellemző színveszteség, aminek korrigálása az utóbbi esetében akadályokba ütközhet.

## Történelmi előzmény
Az anaglif képek előállításának eljárását elsőként Wilhelm Rollmann fejlesztette ki 1853-ban Lipcsében, Németországban.

### Színhelyesség
Az anaglif eljárás nem minden esetben képes visszaadni az eredeti kép teljes színskáláját. Egyes színek kombinációi, vagy ahhoz közeli színek, mint például a vörös-zöld, valamint a vörös-kék kombinációi helyesek lesznek. Vannak már azonban fejlettebb anaglifikus szemüvegek is, a zöld/bíbor, mely színhelyessége már lényegesen jobb, illetve a borostyán/kék, ami már hibátlan minőségű képet ad.

## Fordítás
- Ez a szócikk részben vagy egészben  az   Anaglyph image című angol Wikipédia-szócikk fordításán alapul.  Az eredeti cikk szerkesztőit annak laptörténete sorolja fel. Ez a jelzés csupán a megfogalmazás eredetét és a szerzői jogokat jelzi, nem szolgál a cikkben szereplő információk forrásmegjelöléseként.

## Megjelenítő programok
- Exmplayer - windows rendszerekre: képes bármely SBS ill. MVC forrásból anaglif 3D képet megjeleníteni (nem jelentős gépigénnyel), bármely színszűrő színezetben, így nem akadály a legfejlettebb borostyán/kék papír/műanyag/ sőt szemüvegre csíptetős 3D szemüveg által biztosított tökéletes színhűségben megtekinteni a mai 3D filmek bármelyikét a kevésbé vastag pénztárcájú nézők számára.

## Külső hivatkozások
- How to make Anaglyphs
- Making a 3D anaglyph movie
- Choose a good screen - glasses pair to visualize anaglyphs
- 3D Latinamerica See 500 images in 3 Dimensions of Latinamerica - Argentina, Uruguay, Paraguay, Bolivia, Peru, Ecuador and Venezuela
- The Stereoscopic 3D Channel (Anaglyph)
- Anaglif.lap.hu - linkgyűjtemény
- https://pcworld.hu/eletmod/3d-s-filmnezes-hazilag-85162.html